# Liste der portugiesischen Botschafter in der Zentralafrikanischen Republik
Die Liste der portugiesischen Botschafter in der Zentralafrikanischen Republik listet die Botschafter der Republik Portugal in der Zentralafrikanischen Republik auf. Die Länder unterhalten seit 1977 direkte diplomatische Beziehungen.
Der erste Botschafter Portugals akkreditierte sich 1980 in der zentralafrikanischen Hauptstadt Bangui. Eine eigene Botschaft eröffnete Portugal dort nicht, der portugiesische Vertreter in der kongolesischen Hauptstadt Kinshasa wird in Bangui zweitakkreditiert (Stand 2019).
Portugal ist mit einem Honorarkonsulat in der zentralafrikanischen Hauptstadt Bangui präsent.

## Missionschefs
| Name                                       | Bild                         | Amtszeit                     | Anmerkungen                                                                                                 |
| Zentralafrikanische Republik               | Zentralafrikanische Republik | Zentralafrikanische Republik | Zentralafrikanische Republik                                                                                |
| ------------------------------------------ | ---------------------------- | ---------------------------- | --- |
| António Baptista Martins                   |                              | ab 1980                      | Botschafter mit Amtssitz Kinshasa, am 13. März 1980 in Bangui als erster Botschafter Portugals akkreditiert |
| Álvaro Manuel Soares Guerra                |                              | ab 1984                      | Botschafter mit Amtssitz Kinshasa                                                                           |
| José Manuel Duarte de Jesus                |                              | ab 1989                      | Botschafter mit Amtssitz Kinshasa                                                                           |
| João Carlos Bessa Pinto Versteeg           |                              | ab 1995                      | Botschafter mit Amtssitz Kinshasa                                                                           |
| Francisco Domingos Garcia Falcão Machado   |                              | ab 1999                      | Botschafter mit Amtssitz Kinshasa                                                                           |
| Alfredo Manuel Silva Duarte Costa          |                              | ab 2004                      | Botschafter mit Amtssitz Kinshasa                                                                           |
| João Manuel Pina Perestrello Cavaco        |                              | ab 2008                      | Botschafter mit Amtssitz Kinshasa                                                                           |
| João José Cabral de Albuquerque Côrte-Real |                              | ab 2013                      | Botschafter mit Amtssitz Kinshasa                                                                           |
| António Gaspar Inocêncio Pereira           |                              | seit 2017                    | Botschafter mit Amtssitz Kinshasa                                                                           |